# Vườn ươm Công nghệ Công nghiệp Việt Nam - Hàn Quốc

Lễ khởi công Tòa nhà Vườn ươm Công nghệ Công nghiệp Việt Nam - Hàn Quốc

Vườn ươm Công nghệ Công nghiệp Việt Nam - Hàn Quốc (tiếng Anh: Korea - Vietnam incubator park) là vườn ươm doanh nghiệp ở Việt Nam được ra đời dựa trên ý chí của thủ tướng Việt Nam Nguyễn Tấn Dũng và tổng thống Hàn Quốc Lee Myung Bak. Vườn ươm được đặt tại thành phố Cần Thơ. Tổng kinh phí thực hiện dự án là 21,13 triệu USD, trong đó vốn ODA Chính phủ Hàn Quốc tài trợ là 17,7 triệu USD, còn lại là vốn đối ứng của Việt Nam.
KVIP gồm hai tòa nhà với tổng diện tích 13.000m2 lắp đặt các trang thiết bị phục vụ hoạt động nghiên cứu, phát triển ba ngành công nghiệp chính gồm: chế biến nông sản, thủy sản và cơ khí chế tạo.

## Quá trình hình thành dự án

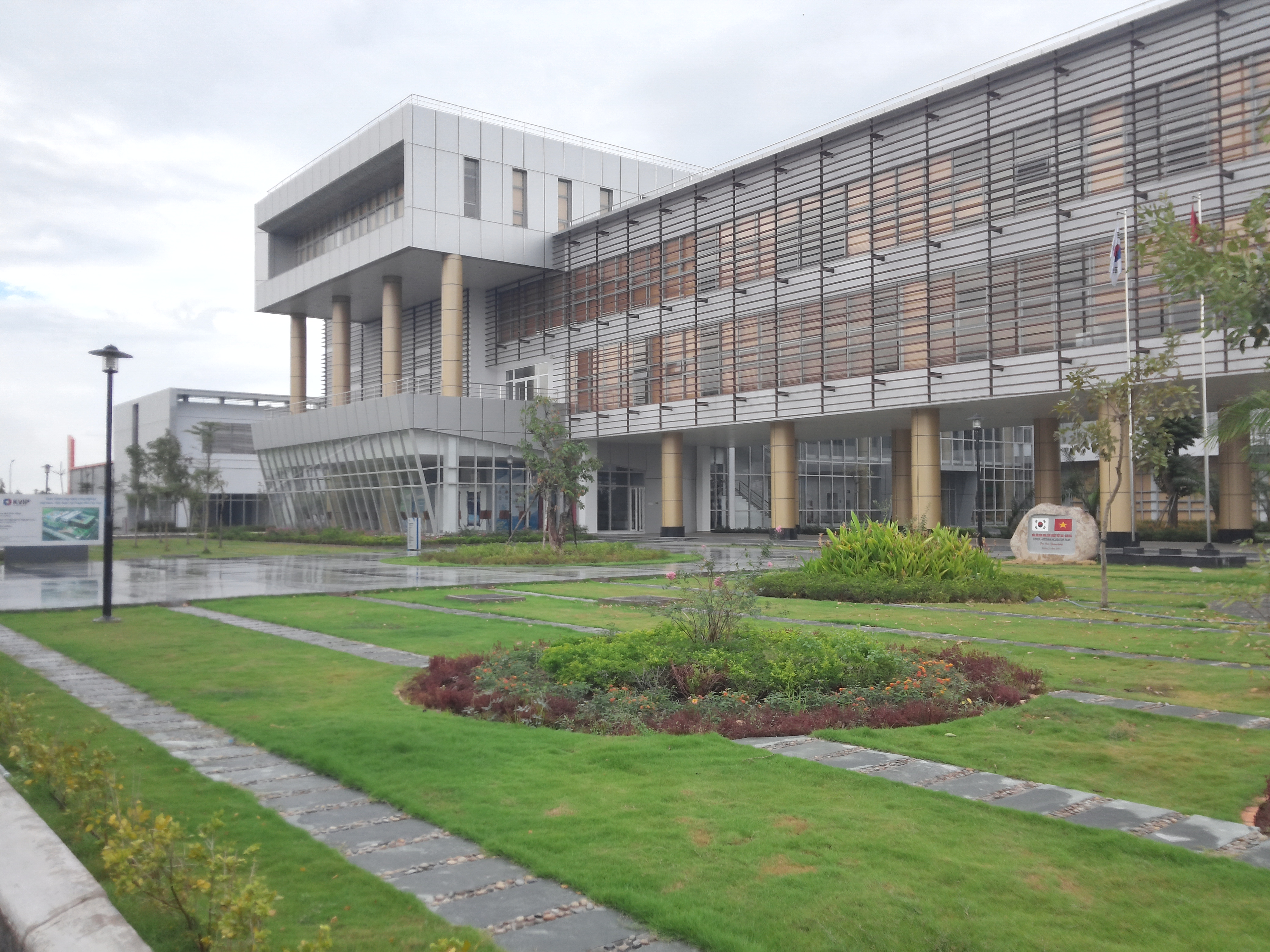
Mặt trước Vườn ươm Công nghệ Công nghiệp Việt Nam - Hàn Quốc

Bộ Công Thương Việt Nam và Bộ Thương mại, Công nghiệp và Năng lượng Hàn Quốc (trước đây là Bộ Kinh tế và Tri thức Hàn Quốc) ký "bản ghi nhớ" về hợp tác xây dựng Vườn ươm Công nghệ Công nghiệp tại thành phố Cần Thơ vào ngày 28/03/2012 trong khuôn khổ chuyến thăm và làm việc chính thức tại Hàn Quốc của đoàn cấp cao Việt Nam do thủ tướng chính phủ dẫn đầu.
Ngày 23 tháng 11 năm 2012, Vụ Khoa học Công nghệ - Bộ Công thương Việt Nam và Vụ Các nền Kinh tế mới nổi - Bộ Kinh tế tri thức Tri thức Hàn Quốc ký kết kế hoạch hợp tác thực hiện xây dựng Vườn ươm Công nghệ Công nghiệp Việt Nam - Hàn Quốc.
Ngày 10 tháng 12 năm 2012, giữa sở Công Thương thành phố Cần Thơ và Viện Công nghệ Công nghiệp Hàn Quốc đã ký kết biên bản về việc thành lập vườn ươm Công nghệ Công nghiệp Việt Nam - Hàn Quốc.
Ngày 05 tháng 09 năm 2013, thủ tướng chính phủ Việt Nam đã ký Quyết định phê duyệt danh mục dự án "Xây dựng Vườn ươm Công nghệ Công nghiệp Việt Nam - Hàn Quốc  tại thành phố Cần Thơ" do chính phủ Hàn Quốc tài trợ không hoàn lại.
Ngày 31 tháng 10 năm 2013, Ủy ban nhân dân thành phố Cần Thơ đã có Quyết định phê duyệt Dự án xây dựng Vườn ươm Công nghệ, Công nghiệp Việt Nam - Hàn Quốc tại thành phố Cần Thơ, do chính phủ Hàn Quốc tài trợ không hoàn lại.
Ngày 23 tháng 11 năm 2013, công trình xây dựng Tòa nhà làm việc chính của Vườn ươm Công nghệ Công nghiệp Việt Nam được chính thức khởi công với sự tham gia của đại diện hai nước. Phía Việt Nam có phó thủ tướng Vũ Văn Ninh đến thăm.
Ngày 20 tháng 08 năm 2014, trung tâm phát triển Vườn ươm Công nghệ Công nghiệp Việt Nam - Hàn Quốc được thành lập là đơn vị quản lý về mặt pháp lý Vườn ươm Công nghệ Công nghiệp Việt Nam - Hàn Quốc
Ngày 14 tháng 11 năm 2015, Ủy ban nhân dân thành phố Cần Thơ tổ chức khánh thành Trung tâm phát triển Vườn ươm Công nghệ Công nghiệp Việt Nam - Hàn Quốc tại thành phố Cần Thơ
Ngày 03 tháng 3 năm 2016, Ủy ban nhân dân thành phố Cần Thơ đã có Quyết định 535/QĐ-UBND về việc thành lập Vườn ươm Công nghệ Công nghiệp Việt Nam - Hàn Quốc tại thành phố Cần Thơ trên cơ sở nâng cấp Trung tâm phát triển Vườn ươm Công nghệ Công nghiệp Việt Nam - Hàn Quốc. Kể từ đây Vườn ươm đã chính thức hoàn thiện hoạt động

## Các cơ chế chính sách thu hút, hỗ trợ phát triển doanh nghiệp
Ngày 30 tháng 7 năm 2015, thủ tướng Nguyễn Tấn Dũng đã có quyết định 1193/QĐ-TTg về việc thí điểm một số cơ chế chính sách đặc thù phát triển vườn ươm Công nghệ Công nghiệp Việt Nam - Hàn Quốc với nhiều chính sách ưu đãi về thuế, tiền thuê đất. Quyết định này còn cho phép xây dựng Khu Vườn ươm với diện tích khoảng 200 ha tại khu công nghiệp Ô Môn thành phố Cần Thơ  phục vụ cho các doanh nghiệp sau khi hoàn thành ươm tạo có nơi để tiếp tục mở rộng sản xuất. Ngày 31 tháng 12 năm 2015, Bộ Tài chính đã ban hành thông tư 214/2015/TT-BTC để hướng dẫn thực thi một số diều của quyết định 1193/QĐ-TTg đã tạo điều kiện thuận lợi cho vườn ươm vận dụng những ưu đãi này vào thực tế.